# Eight Bit
K.K. Eight Bit (jap. 株式会社エイトビット Kabushiki-gaisha Eito bitto, englisch Eight Bit Co., Ltd., Eigenschreibweise 8bit, auch eight bit エイトビット Eito bitto), ist ein japanisches Animationsstudio.

## Geschichte
Eight Bit wurde im September 2008 von Tsutomu Kasai gegründet, der zuvor in der CG-Abteilung des Animationsstudios Satelight tätig gewesen war.
Der erste vom Studio produzierte Anime war, gemeinsam mit Satelight, der Kinofilm Gekijōban Macross Frontier – Itsuwari no Utahime, nachdem Kasai bereits bei der zugrundeliegenden Fernsehserie Macross Frontier bei seinem früheren Arbeitgeber als Animation Producer fungiert hatte. Die erste Fernsehserie des Studios war 2011 IS (Infinite Stratos), gefolgt von Aquarion Evol, abermals in Zusammenarbeit mit Satelight.

## Produktionen

### Fernsehserien
- 2011: IS (Infinite Stratos)
- 2012: Aquarion Evol
- 2012: Busō Shinki
- 2013: IS (Infinite Stratos) 2
- 2013: Tōkyō Ravens
- 2013: Walkure Romanze
- 2013: Yama no Susume
- 2014: Grisaia no Kajitsu
- 2014: Yama no Susume: Second Season
- 2015: Absolute Duo
- 2015: Comet Lucifer
- 2015: Grisaia no Rakuen
- 2016: Rewrite
- 2016: Shōnen Maid
- 2017: Knight’s & Magic
- 2017: Rewrite
- 2018: How to keep a mummy
- 2018: That Time I Got Reincarnated as a Slime

### Weitere Anime-Produktionen
- 2009: Gekijōban Macross Frontier – Itsuwari no Utahime (Film)
- 2011: IS (Infinite Stratos) Encore: Koi ni Kogareru Rokujūsō (OVA)
- 2015: Grisaia no Meikyū (Special)